# Fuente Villa
Fuente Villa är en ort i Mexiko.   Den ligger i kommunen San Juan Bautista Tuxtepec och delstaten Oaxaca, i den sydöstra delen av landet, 400 km öster om huvudstaden Mexico City. Fuente Villa ligger 71 meter över havet och antalet invånare är 283.
Terrängen runt Fuente Villa är huvudsakligen platt. Fuente Villa ligger uppe på en höjd. Runt Fuente Villa är det ganska tätbefolkat, med 86 invånare per kvadratkilometer. Närmaste större samhälle är Tuxtepec, 9,7 km väster om Fuente Villa. Omgivningarna runt Fuente Villa är en mosaik av jordbruksmark och naturlig växtlighet.